# Laguna Beach MTV
Laguna Beach MTV – program nadawany przez stację MTV, opowiada o grupie, bogatych znajomych z Laguna Beach w Kalifornii. Serial nie ma scenariusza, wszystko jest realne. Bohaterowie na oczach widzów przeżywają swoje kłopoty, problemy miłosne, ale również imprezują, świętują, chodzą do szkoły, robią zakupy.

## Sezony
Obecnie ukazały się 3 sezony programu. W Polsce rozpoczęto emisję 3 serii Laguny Beach.
Laguna Beach The Real Orange County Season 1:
- Lauren "LC" Conrad
- Kristin Cavallari
- Stephen Colletti
- Lauren "Lo" Bosworth
- Talan Torriero
- Trey Phillips
- Christina Schuller
- Morgan Olsen
- Dieter Schmitz
- Jessica Smith
- Alex Hooser

Laguna Beach The Real Orange County Season 2:
- Kristin Cavallari
- Lauren "LC" Conrad
- Stephen Colletti
- Jessica Smith
- Jason Wahler
- Alex "Alex M" Murrel
- Taylor Cole
- Talan Torriero
- Alex Hooser
- Cedric Channels
- Casey Reinhardt

Laguna Beach The Real Orange County Season 3:
- Tessa Keller
- Cameron Brinkman
- Kyndra Mayo
- Raquel "Rocky" Donatelli
- Breanna Conrad
- Alexandra "Lexie" Contursi
- Kelan Hurley
- Cameron "Cami" Edwards
- Chase Johnson
- Alex Atkinson
- Nick Gross
- Nikki Dowers
- Tyler Dowers
- Derek LeBon
- Jessica Smith

Zmiana z Laguna Beach The Real Orange County na Newport Harbor: The Real Orange County Season 4:
- Chrissy Schwartz
- Clay Adler
- Allison "Allie" Stockton
- Grant Newman
- Chase Cornwell
- Taylor Geiney
- Sasha Dunlap
- Samantha
- Courtney

4 sezon możemy oglądać w MTV Polska od 8 listopada w czwartki o 20.

## Daty rozpoczęcia emitowania sezonów na świecie
- Sezon 1 - 28 lipca 2004
- Sezon 2 - 25 kwietnia 2005
- Sezon 3 - 16 czerwca 2006
- Sezon 4 - 15 sierpnia 2007